# Mesnil (ville)
Pour les articles homonymes, voir Mesnil.

Terminaisons en -mesnil, -ménil et -maisnil

En ancien français, le mot mesnil désignait un « domaine rural » dans le sens large du terme. Il semble que l'appellatif mesnil soit d'un emploi plus tardif en toponymie que les éléments romans de sens proche court et ville, issus aussi du latin. 
Mesnil- a également été employé plus longtemps comme appellatif jusque vers le XIIIe siècle.

## Étymologie
Le mot est issu d'un terme du gallo-roman MANSIONILE, typique des parlers du nord de la France au haut Moyen Âge et qui dérive du latin ma[n]sionem (qui a donné « maison », accusatif de mansio).
Mesnil n'existe plus que comme élément toponymique et patronymique, contrairement à ville et à court, graphié « cour », qui ont évolué sémantiquement. On constate une fréquence particulière en Normandie, mais il est également présent ailleurs, surtout en Lorraine. Le mot y est orthographié ménil, comme dans l'Orne, où le conseil général a imposé cette « graphie officielle ». L'orthographe maisnil est encore moins fréquente, limitée au Nord-Pas-de-Calais. Certains (Le) Magny sont d'anciens Mansionile, écrits Magny par fausse étymologie. 
En règle générale, le s et le l ne se prononcent pas. Par exemple dans certains pays de Normandie, Mesnil se prononçait [mini].